# تحصیل بتگرام
تحصیل بتگرام (به انگلیسی: Battagram Tehsil) یک تحصیل در پاکستان است که در خیبر پختونخوا واقع شده‌است. تحصیل بتگرام ۲۹۶٬۱۹۸ نفر جمعیت دارد.